# 百丈縣
百丈縣，唐貞觀八年置，屬雅州，宋代屬雅州，熙寧五年，省百丈縣為鎮入名山縣，元祐二年復置；元代仍屬雅州；明洪武中省。